# الثقافة الجديدة (مجلة مصرية)
الثقافة الجديدة هي مجلة ثقافية تصدر عن الهيئة العامة لقصور الثقافة بمصر وهي مجلة محلية لا تنشر بالخارج، بدأت المجلة في أبريل 1970 وكان رئيس تحريرها الكاتب المسرحي سعد الدين وهبة، ثم توقفت لمدة عشر سنوات وعادت للظهور في مايو 1980 واستمرت تصدر ولكن بدون انتظام حتى توقفت للمرة الثانية في أبريل 1988. وفي فبراير 1990 استأنفت المجلة صدورها بصورة منتظمة شهرياً، حتى أصابها التوقف الثالث في يناير 2001، وكان الشاعر محمود قرني يعمل بها في تلك الفترة. عاودت المجلة ظهورها المنتظم بدءًا من سبتمبر 2002. تهتم المجلة بالثقافة بمضمونها العام ومن الأهداف الواضحة للمجلة هو إفساح المجال أمام المشتغلين بكافة الحقول الثقافية خصوصاً البعيدين عن العاصمة ومنافذ النشر بها.

## أبواب المجلة
تحوي المجلة في إصدارتها الحالية عدد من الأبواب الثابتة.
- باب بالعقل مخصص للدراسات الفكرية برؤى مصرية.
- باب بالذوق مخصص للدراسات الأدبية والفنية، إضافة إلى عرض لأبرز الإصدارات والاتجاهات عربياً وعالمياً.
- باب إبداعات وهو مخصص لنشر الإبداعات الأدبية الجديدة في مجال القصة والشعر.
- باب بالكلمة والصورة ويعنى بمتابعة الأحداث والقضايا المصرية الثقافية والاجتماعية التي تتصل بالتحديث والتنمية.
- باب في بيتنا ويعنى بتغطية الأنشطة الثقافية البارزة لهيئة قصور الثقافة.
- باب في المقهى ويرصد هذا الباب هموم وأطروحات المثقفين التي يتداولونها بينهم.
- باب في الظل وهو مخصص للتعريف بالمبدعين الجيدين البعيدين تماماً عن دوائر الضوء.
- باب أكاديمياً ويعنى بمتابعة الأنشطة الثقافية داخل الجامعات المصرية.
- باب من هناك للإطلال على بعض أحداث الإنتاج العالمي الثقافي.
- باب بورتريه حيث يقدم رمز من الرموز الإبداعية المصرية.
- باب رأيك يهمنا وفيه يتم استطلاع رأي القراء وعرض أفكارهم ومقترحاتهم.

## وصلات خارجية
- موقع مجلة الثقافة الجديدة